# Janice Harrer
Janice Opalinski Harrer (* 31. Oktober 1960 in San Juan Capistrano, Kalifornien) ist eine ehemalige US-amerikanische Beachvolleyballspielerin.

## Karriere
An der UC Irvine spielte die Studentin Volleyball und war auch in der Leichtathletik aktiv. In den ersten Jahren ihrer sportlichen Aktivität im Sand startete Janice Opalinski mit verschiedenen Spielerinnen bei der Parks and Recreation (P&R) Tour und konnte in der Zeit von 1983 bis 1989 elf Turniere gewinnen. Als Partnerin von Kathy Gregory stand sie dabei sechs Mal auf der obersten Stufe des Stockerls, erreichte bei drei weiteren Veranstaltungen das Endspiel und einmal den dritten Rang. Dies war gleichzeitig bei dieser Beachserie die schlechteste Platzierung bei gemeinsamen Auftritten. 1986 gewannen sie die inoffizielle P&R Weltmeisterschaft in Pismo Beach nach ihrem Finalsieg über Jackie Silva und Patty Dodd. Parallel dazu waren Harrer / Gregory 1985 und 1986 bei der Association of Volleyball Professionals (AVP) sowie 1987 und 1988 bei der Women's Professional Volleyball Association (WPVA) aktiv. Bei der AVP standen sie bei sieben Teilnahmen jedes Mal im Endspiel. Bei der WPVA erhielten sie ebenfalls sieben Silber- und zusätzlich vier Bronzemedaillen. In Pismo Beach erkämpften sie 1987 bei der inoffiziellen WM die Vizemeisterschaft. Als Duo konnten sie jedoch weder einen AVP Wettbewerb noch ein WPVA Event gewinnen. Das gelang der Abwehrspezialistin bei der Veranstaltungsreihe für Frauenbeachpaare erst mit Linda Chisholm und Jackie Silva (je fünf Mal) sowie mit Elaine Roque, Lisa Strand bei Nacht im Stadtzentrum von Tokio und Nancy Reno. Hinzu kamen die Titel bei den PBVA/AVP Manly und Hamilton Island Open mit Chisholm in Australien sowie die Bronzemedaille bei der WPVA WM 1988 mit Roque.
1995 und im folgenden Jahr nahm die aus dem Orange County stammende Athletin an drei Turnieren der FIVB World Tour teil. Bestes Resultat war der geteilte dreizehnte Platz mit Gayle Stammer bei den Hermosa Beach Open im heimischen Kalifornien im Juni 1996. Danach wurden die US-Amerikanerinnen als Ersatzspielerinnen für die ersten Olympischen Spiele im Beachvolleyball in Atlanta nominiert. Eine Saison später bestritt Harrer noch zwei Wettbewerbe bei der WPVA, bevor sie 1999 mit verschiedenen Partnerinnen an vier Veranstaltungen der AVP teilnahm. Heraus kamen dabei zwei geteilte fünfte Ränge sowie zwei weitere Topp-Zwölf-Platzierungen, bevor die Athletin bei ihrem vorerst letzten Turnier Siebte beim Queen of the Beach wurde. Drei Jahre später startete sie einen Comebackversuch, der jedoch in Manhattan Beach sieglos in der Qualifikation endete. Anschließend beendet Janice Harrer ihre Karriere als Spielerin. 2012 wurde sie in die CBVA Beachvolleyball Hall of Fame aufgenommen.

## Auszeichnungen
- 1990: Beste Abwehrspielerin der WPVA
- 2012: Aufnahme in die CBVA Beachvolleyball Hall of Fame

## Familie und Beruf
Janice Opalinski heiratete Thomas Harrer und nahm dessen Nachnamen an. Ihr Ehemann war ein Absolvent der University of Hawaii und wurde für seine zweijährige Aktivität bei den Rainbow Warriors als Volleyball Letterman ausgezeichnet. Nach seinem Studium war er als professioneller Beachvolleyballspieler aktiv und lernte so bei einem Turnier seine Frau kennen. Ihre drei Kinder kamen im Abstand von ungefähr drei Jahren zur Welt. Tom Harrer, der als Orthopäde und Physiotherapeut arbeitete, starb im April 2021, nachdem er den Kampf gegen den Krebs verloren hatte.
Seine älteste Tochter Hannah war während ihrer Schulzeit sowohl im Golf als auch in der Leichtathletik aktiv. Mit der Sisters Hight School wurde sie 2009 Landesmeisterin im Volleyball und im Endspiel als „Player of the match“ ausgezeichnet. Mit der Summit High School, bei der sie auch ihren Abschluss schaffte, konnte sie 2011 den Titelgewinn wiederholen. Anschließend wechselte sie an die Biola University und als Redshirt Freshman 2013 an die California State Polytechnic University, Pomona. Für die Broncos absolvierte sie in zwei Spielzeiten 44 Begegnungen. In sieben Matches gelang ihr eine zweistellige Punktausbeute. In der Sophomore-Saison war sie mit 100 Angriffsschlägen erfolgreich.
Eine völlig andere Sportart wählte ihr jüngerer Bruder Robin aus. Seine Baseball-Fähigkeiten waren so gut, dass er sowohl als Schüler der Sisters High School von den San Diego Padres als auch als Absolvent der Washington State University von den Pittsburgh Pirates gedraftet wurde.
Wie ihre beiden älteren Geschwister wurde auch Hawley Anna Mahealani in Honolulu geboren und wie Hannah und Justin besuchte auch die jüngste Harrer Tochter die Ausbildungsstätte in Oregon. Dort betrieb sie gleich vier Sportarten. Neben vier Jahren Volleyball und Schwimmen waren das drei Spielzeiten Tennis und eine Saison Leichtathletik. Sie gewann mit den Outlaws als Junior und als Senior die Landesmeisterschaft und war bei beiden Finals die wertvollste Spielerin. Sie wurde drei Mal als First Team All-State ausgezeichnet. Ihre ersten beiden Studienjahren verbrachte sie an der UCLA. Sie begann als Diagonalangreiferin, wurde jedoch im zweiten Jahr bei den Bruins zur Zuspielerin umgeschult und erreichte ab diesem Zeitpunkt 133 Assists. Anschließend wechselte sie ans Saint Mary’s College of California, wo sie mehrere Bestleistungen für ihr Team erreichte. Sie wurde in ihrer letzten Saison als Sportlerin des Jahres der Universität ausgewählt.
Seit 2023 ist ihre Mutter für die Leistungen der Gaels verantwortlich. Zuvor hatte sie zunächst als Assistentin und dann als stellvertretende Cheftrainerin das Ausbildungsprogramm für die Volleyballerinnen mitgestaltet. Als Chefcoach ist sie inzwischen nach der Anzahl der Siege die dritterfolgreichste Trainerin in der Geschichte der Hochschule.